# Chambilly
Chambilly est une commune française située dans le département de Saône-et-Loire, en région Bourgogne-Franche-Comté.
C'est l'une des six communes du département de Saône-et-Loire située sur la rive gauche de la Loire (à l'ouest du fleuve dans cette partie de son cours).

## Géographie
Chambilly fait partie du Brionnais. Son histoire est liée à la Loire et au canal de Roanne à Digoin.
Chambilly dispose, sur le canal, d'une halte nautique (km 32,84).

### Communes limitrophes

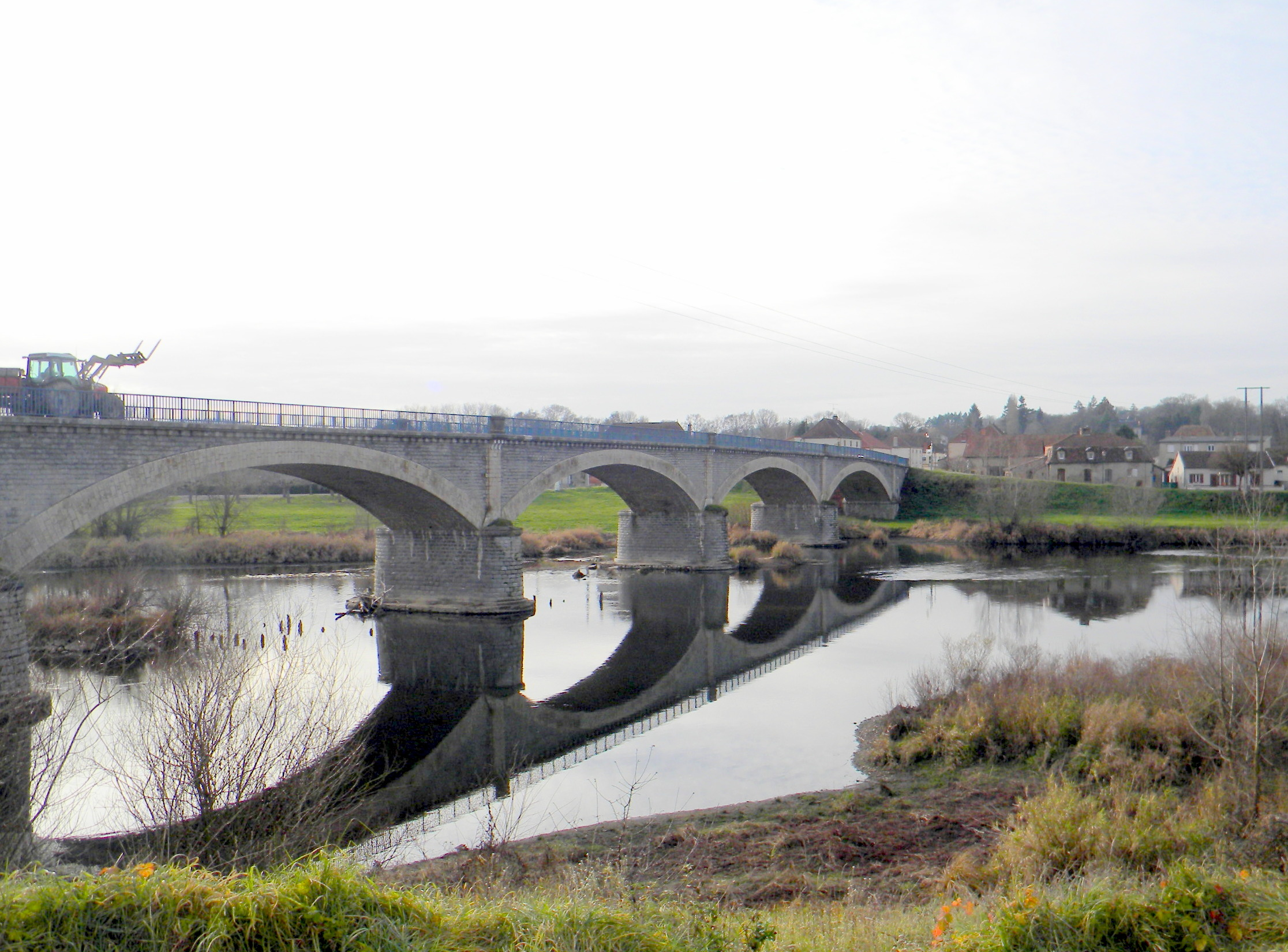
Le pont sur la Loire.
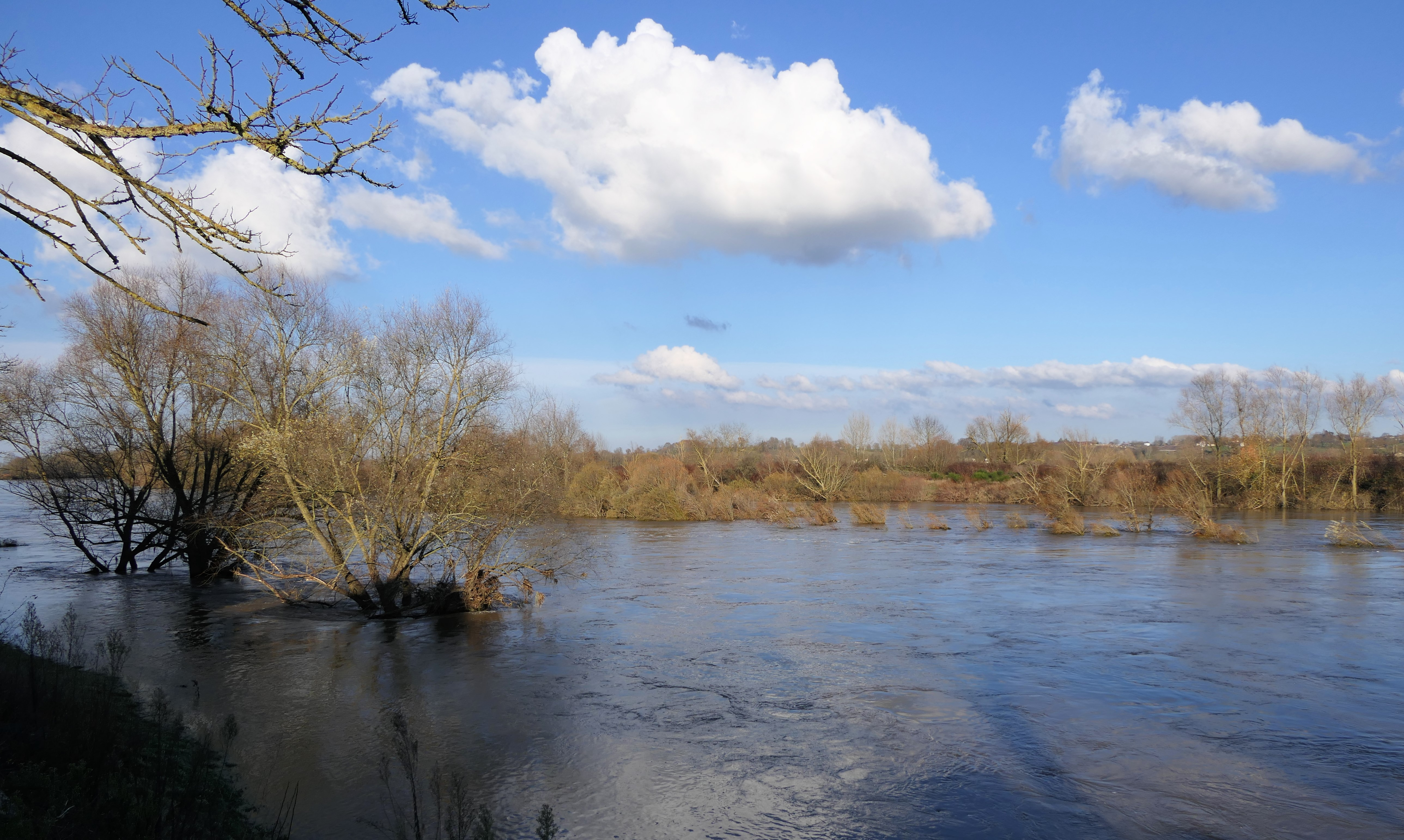
La Loire à Chambilly, après quelques jours de pluie.
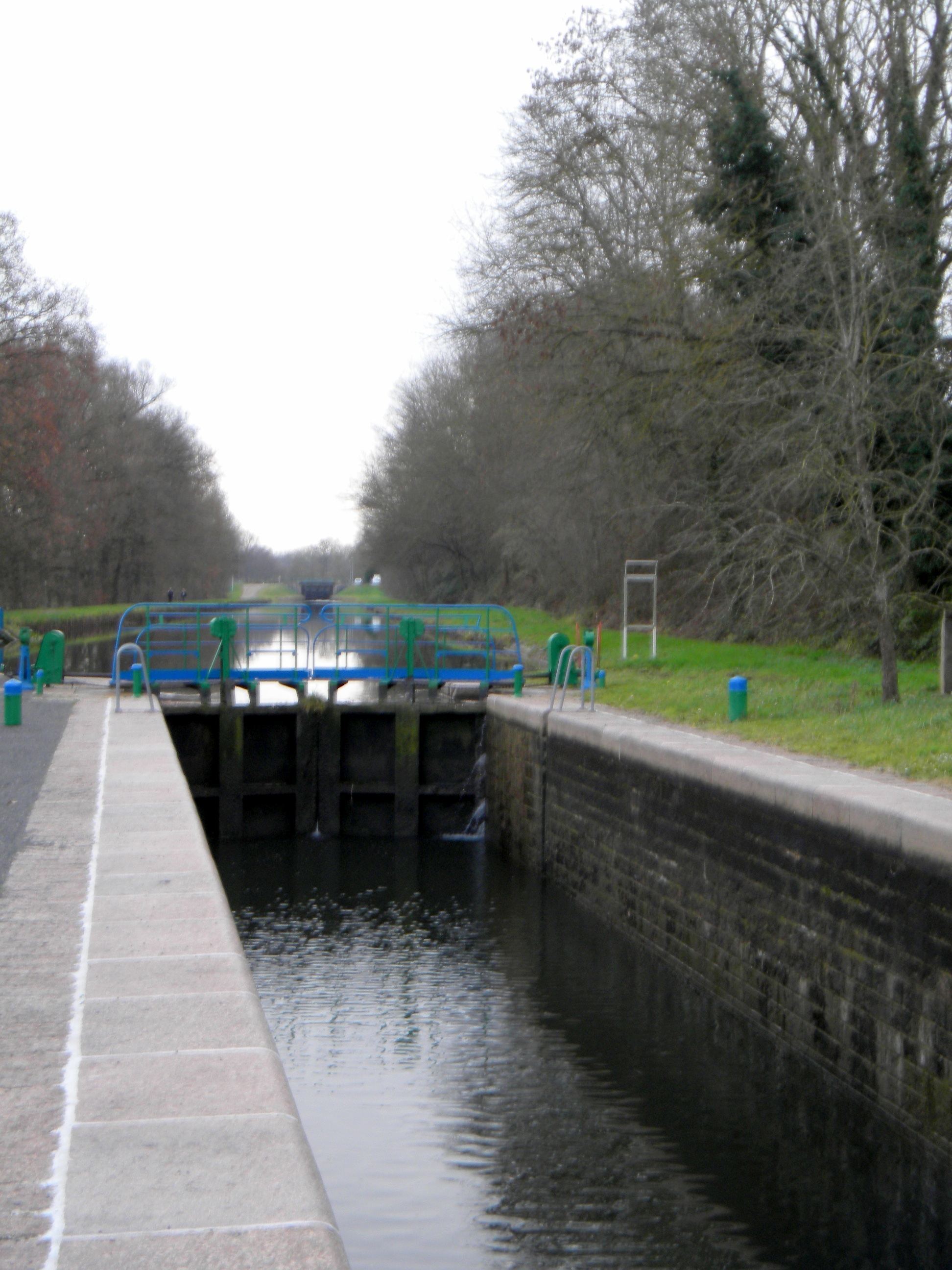
Ecluse de Chambilly sur le canal latéral de Roanne à Digoin.

### Climat
Pour des articles plus généraux, voir Climat de la Bourgogne-Franche-Comté et Climat de Saône-et-Loire.
En 2010, le climat de la commune est de type climat océanique dégradé des plaines du Centre et du Nord, selon une étude du Centre national de la recherche scientifique s'appuyant sur une série de données couvrant la période 1971-2000. En 2020, Météo-France publie une typologie des climats de la France métropolitaine dans laquelle la commune est dans une zone de transition entre le climat océanique altéré et le climat de montagne ou de marges de montagne et est dans la région climatique Centre et contreforts nord du Massif Central, caractérisée par un air sec en été et un bon ensoleillement.
Pour la période 1971-2000, la température annuelle moyenne est de 11 °C, avec une amplitude thermique annuelle de 17 °C. Le cumul annuel moyen de précipitations est de 788 mm, avec 10,4 jours de précipitations en janvier et 7,3 jours en juillet. Pour la période 1991-2020, la température moyenne annuelle observée sur la station météorologique de Météo-France la plus proche, « Briant », sur la commune de Briant à 11 km à vol d'oiseau, est de 11,7 °C et le cumul annuel moyen de précipitations est de 930,7 mm. 
La température maximale relevée sur cette station est de 40 °C, atteinte le 12 août 2003 ; la température minimale est de −14,7 °C, atteinte le 31 décembre 1996,,.
Les paramètres climatiques de la commune ont été estimés pour le milieu du siècle (2041-2070) selon différents scénarios d'émission de gaz à effet de serre à partir des nouvelles projections climatiques de référence DRIAS-2020. Ils sont consultables sur un site dédié publié par Météo-France en novembre 2022.

## Urbanisme

### Typologie
Au 1er janvier 2024, Chambilly est catégorisée commune rurale à habitat dispersé, selon la nouvelle grille communale de densité à sept niveaux définie par l'Insee en 2022.
Elle est située hors unité urbaine et hors attraction des villes,.

### Occupation des sols
L'occupation des sols de la commune, telle qu'elle ressort de la base de données européenne d’occupation biophysique des sols Corine Land Cover (CLC), est marquée par l'importance des territoires agricoles (85,4 % en 2018), une proportion sensiblement équivalente à celle de 1990 (86,1 %). La répartition détaillée en 2018 est la suivante : prairies (81,5 %), forêts (8,3 %), zones agricoles hétérogènes (3,9 %), eaux continentales (3,5 %), zones urbanisées (2,8 %). L'évolution de l’occupation des sols de la commune et de ses infrastructures peut être observée sur les différentes représentations cartographiques du territoire : la carte de Cassini (XVIIIe siècle), la carte d'état-major (1820-1866) et les cartes ou photos aériennes de l'IGN pour la période actuelle (1950 à aujourd'hui).

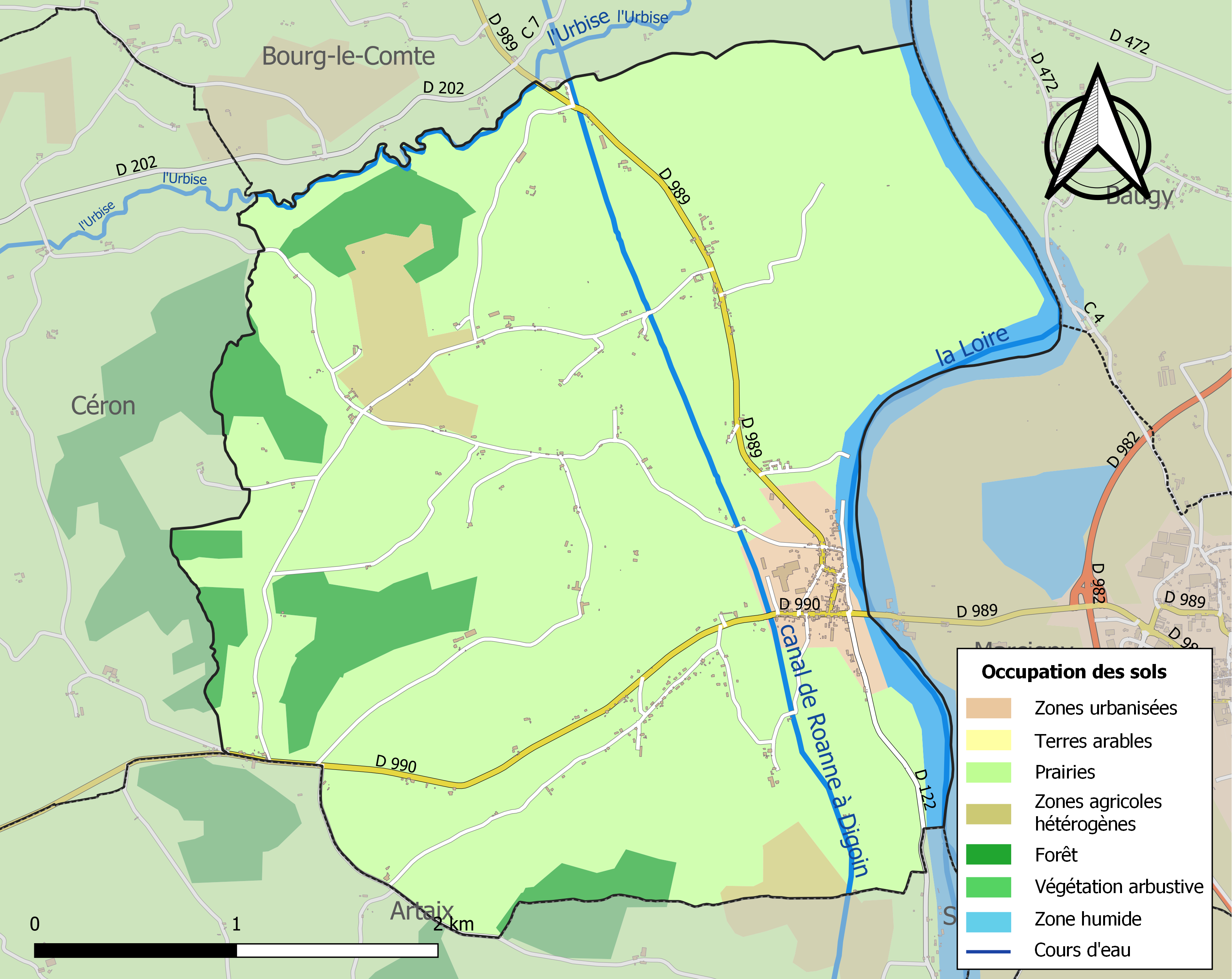
Carte des infrastructures et de l'occupation des sols de la commune en 2018 (CLC).

## Histoire
Dans son ouvrage de monographie des communes du Brionnaise le Frère Maxime Dubois décrit ainsi Chambilly en 1904 :  "superficie de 1.397 hectares, dont 846 en céréales et cultures, 386 en prairies, 113 en bois et 52 en vignes. Petit vin rouge. On cite les crus des Blanchardières et de Montgrailloux. Tissage de la soie. Fours à chaux, tuileries". Il rappelle que la prieure de Marcigny nommait à la cure depuis 1090. La châtellenie était sous la juridiction du bailli de Marcigny". 
Le pont suspendu sur la Loire fut ouvert à la circulation le 17 septembre 1838.

## Politique et administration
| Période                                  | Période   | Identité         | Étiquette | Qualité |
| ---------------------------------------- | --------- | ---------------- | --------- | ------- |
| mars 1989                                | mars 2008 | Christian Dumont |           |         |
| mars 2008                                | en cours  | Thierry Nigay    |           |         |
| Les données manquantes sont à compléter. |           |                  |           |         |

## Démographie
L'évolution du nombre d'habitants est connue à travers les recensements de la population effectués dans la commune depuis 1793. Pour les communes de moins de 10 000 habitants, une enquête de recensement portant sur toute la population est réalisée tous les cinq ans, les populations de référence des années intermédiaires étant quant à elles estimées par interpolation ou extrapolation. Pour la commune, le premier recensement exhaustif entrant dans le cadre du nouveau dispositif a été réalisé en 2006.

En 2022, la commune comptait 471 habitants, en évolution de −8,01 % par rapport à 2016 (Saône-et-Loire : −1,06 %, France hors Mayotte : +2,11 %).
| 1793 | 1800 | 1806 | 1821 | 1831 | 1836 | 1841 | 1846 | 1851 |
| ---- | ---- | ---- | ---- | ---- | ---- | ---- | ---- | ---- |
| 456  | 532  | 516  | 558  | 561  | 624  | 668  | 708  | 744  |

| 1856 | 1861 | 1866 | 1872 | 1876 | 1881 | 1886 | 1891 | 1896 |
| ---- | ---- | ---- | ---- | ---- | ---- | ---- | ---- | ---- |
| 762  | 776  | 827  | 818  | 900  | 880  | 877  | 839  | 845  |

| 1901 | 1906 | 1911 | 1921 | 1926 | 1931 | 1936 | 1946 | 1954 |
| ---- | ---- | ---- | ---- | ---- | ---- | ---- | ---- | ---- |
| 830  | 820  | 820  | 706  | 720  | 786  | 732  | 668  | 694  |

| 1962 | 1968 | 1975 | 1982 | 1990 | 1999 | 2006 | 2011 | 2016 |
| ---- | ---- | ---- | ---- | ---- | ---- | ---- | ---- | ---- |
| 637  | 729  | 661  | 600  | 516  | 497  | 518  | 506  | 512  |

| 2021 | 2022 | - | - | - | - | - | - | - |
| ---- | ---- | - | - | - | - | - | - | - |
| 485  | 471  | - | - | - | - | - | - | - |

## Économie
Une seule entreprise de taille significative : AMEFO mécanique et fonderie créée en 1954.

## Culture locale et patrimoine

### Lieux et monuments
- L'église Saint-Didier.

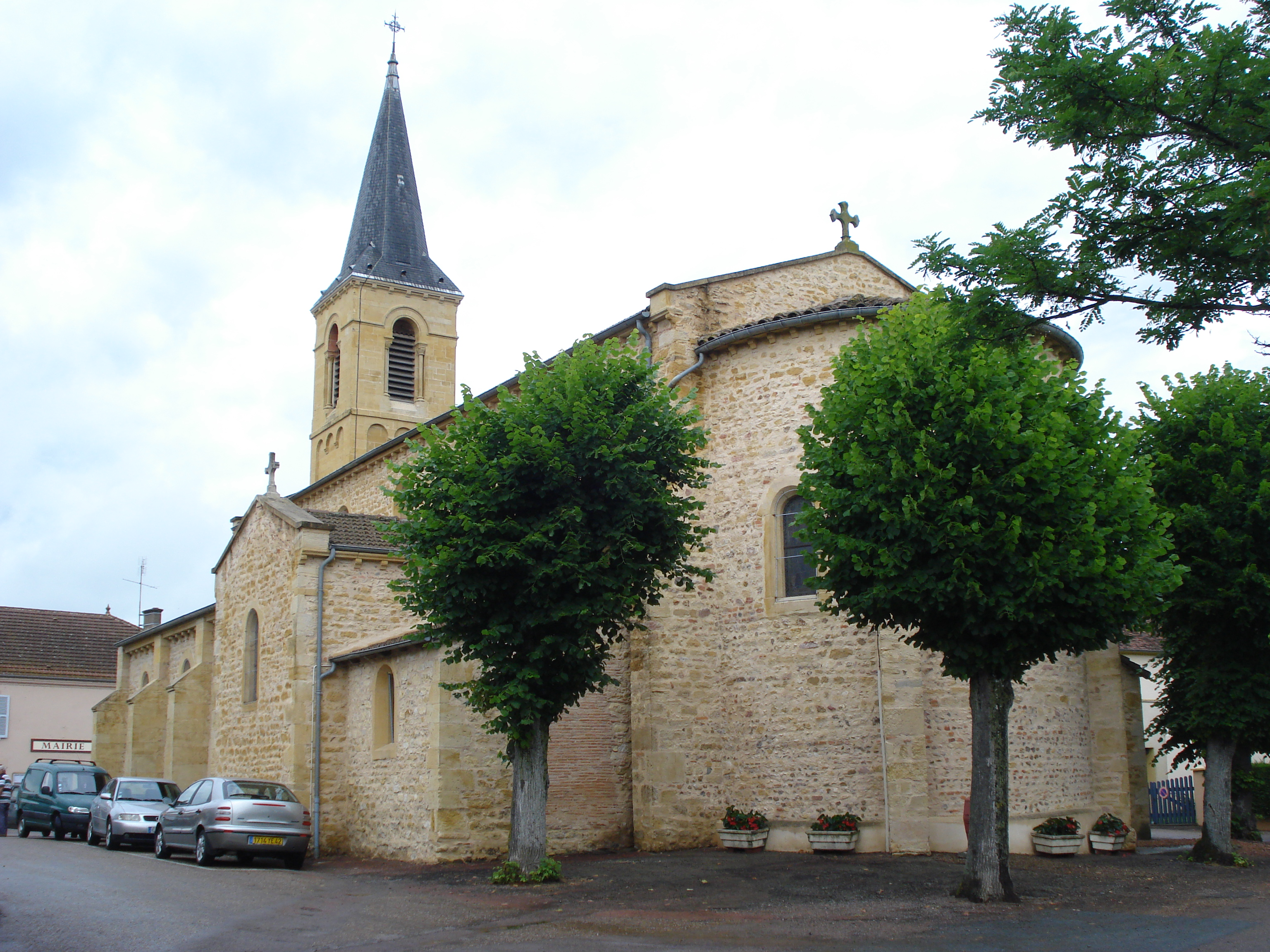
L'église et son chevet.
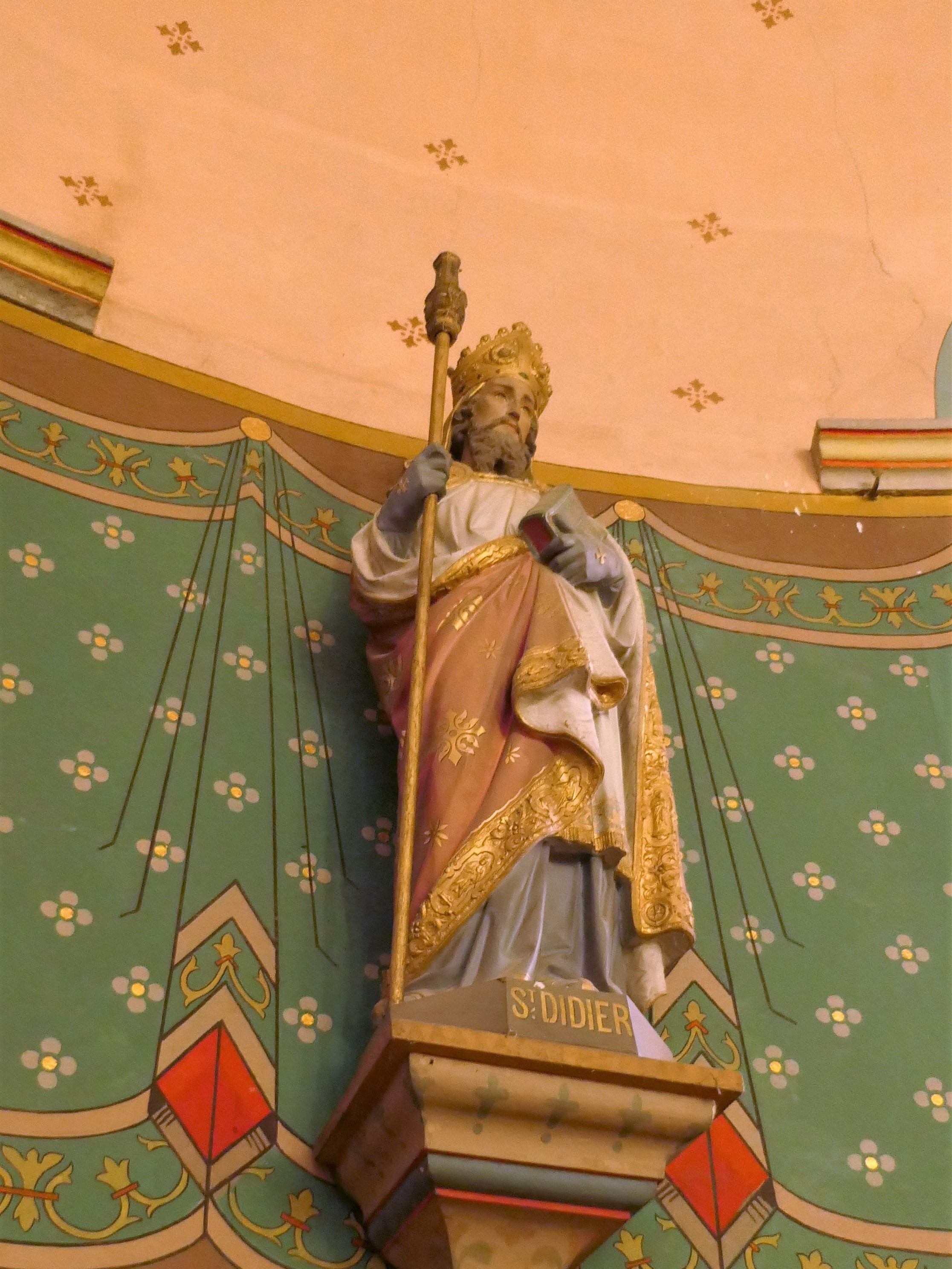
Statue de saint Didier.
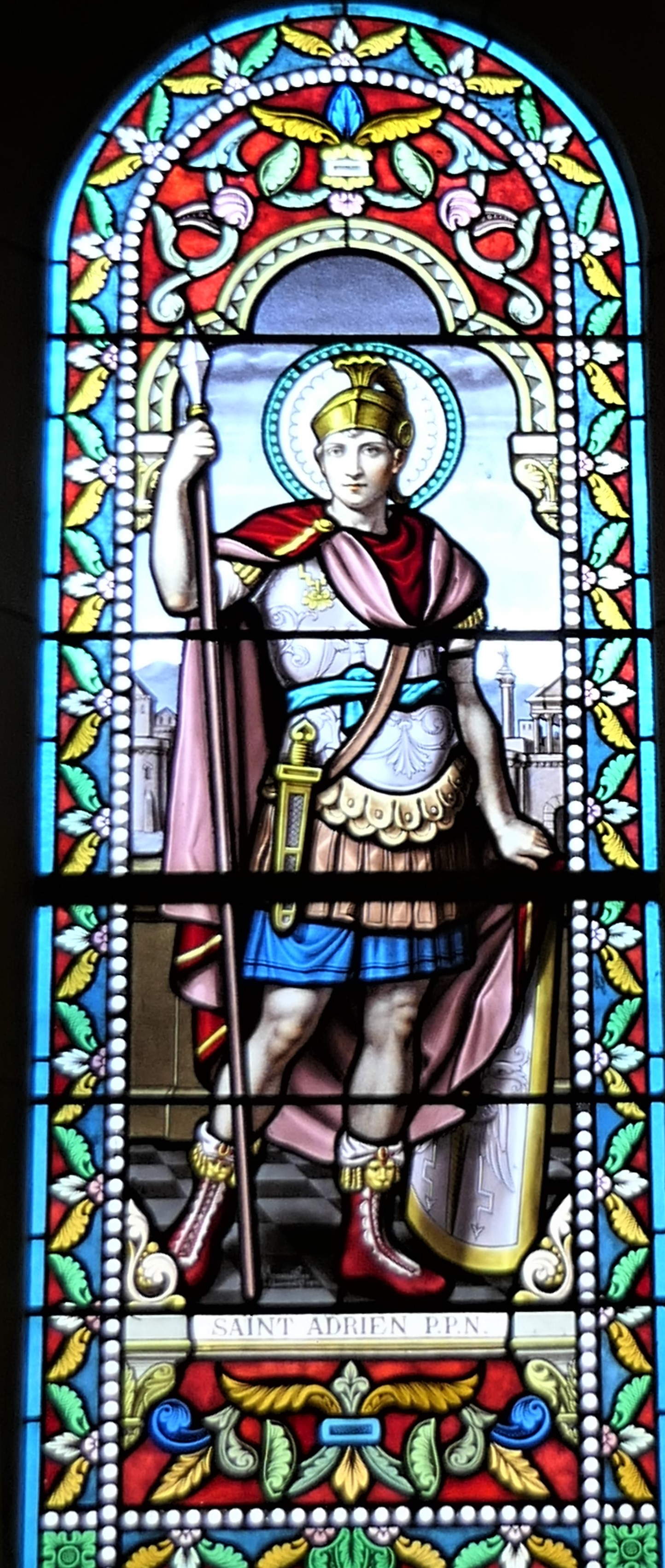
Vitrail, saint Adrien.
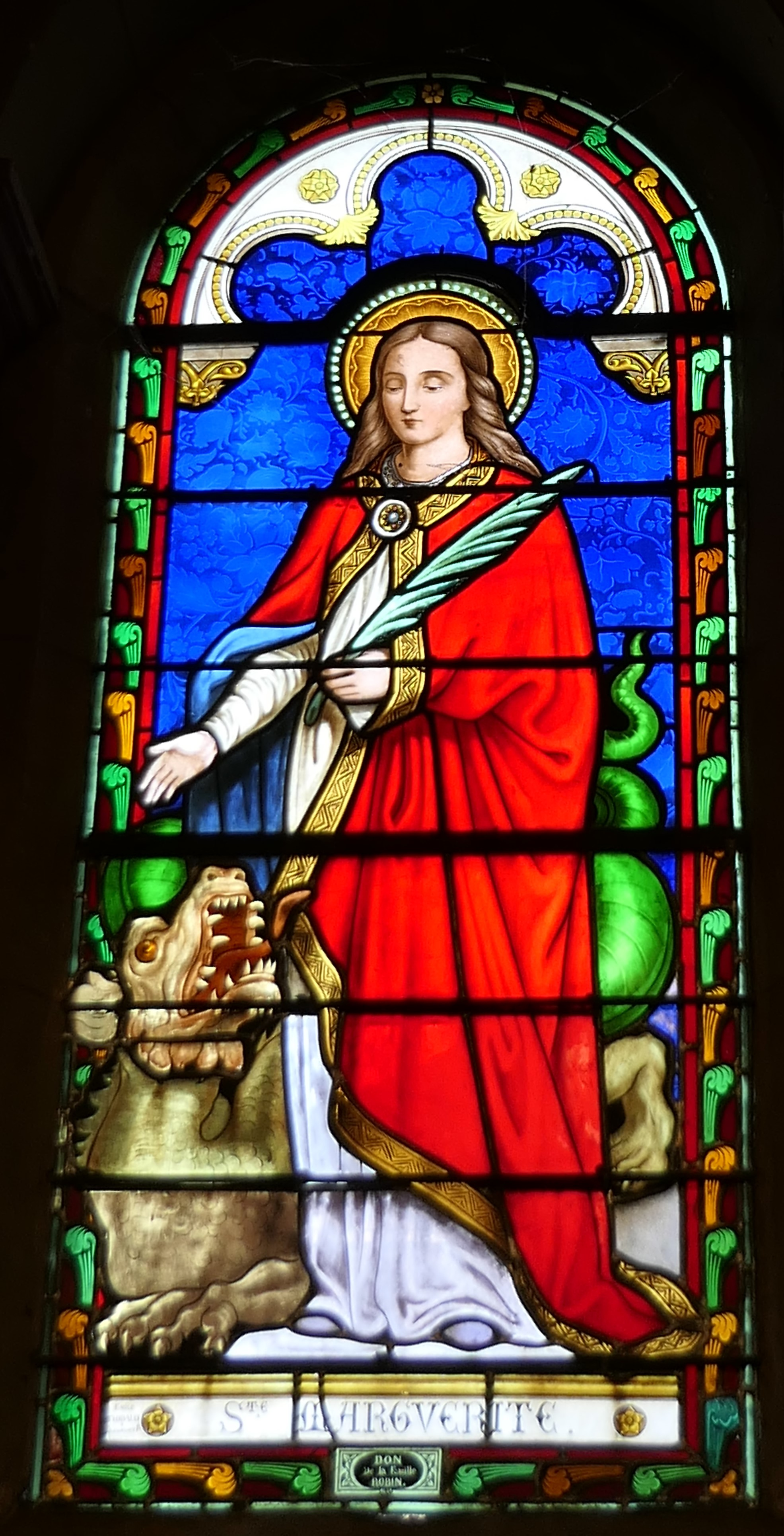
Vitrail, sainte Marguerite.
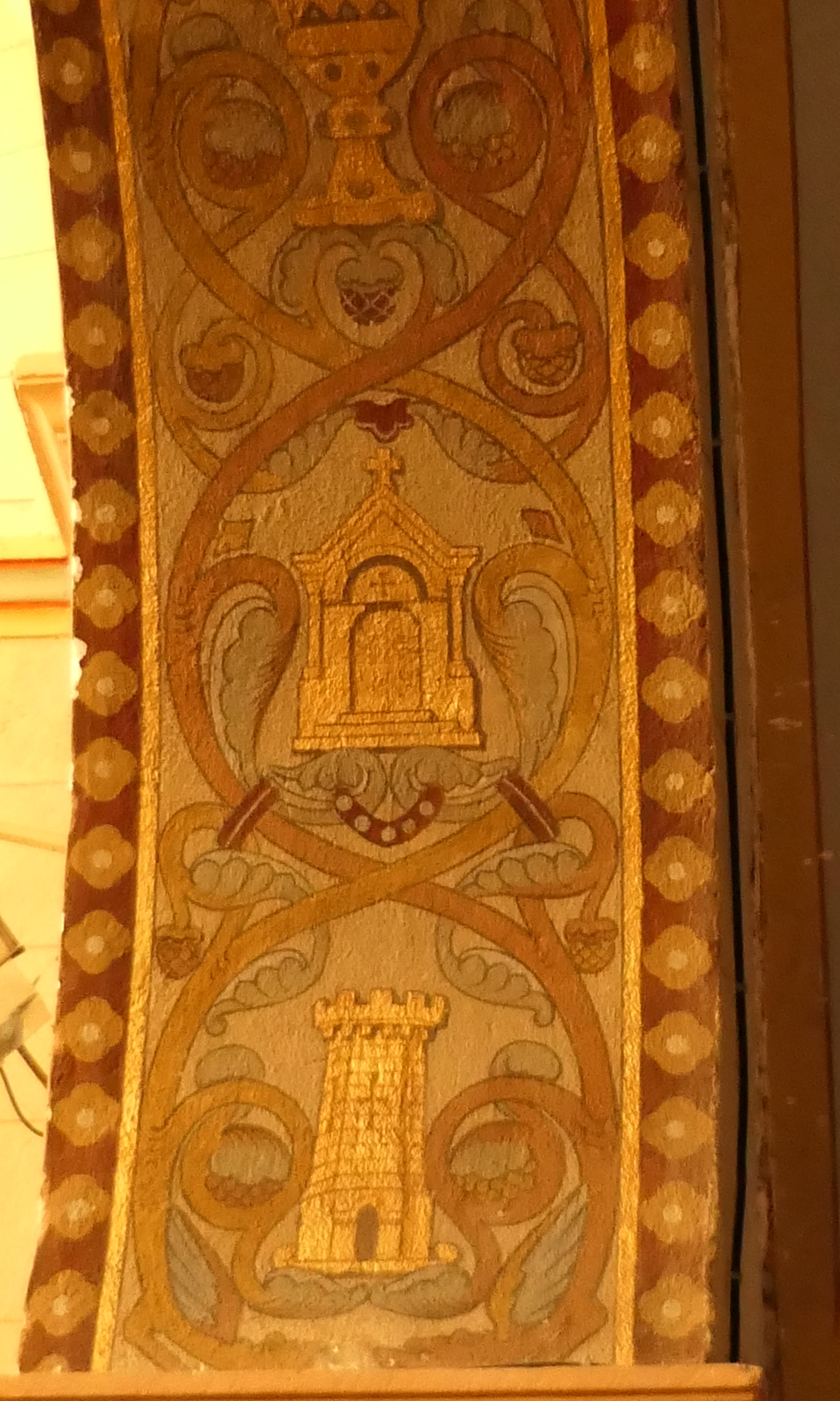
Peinture murale.

### Personnalités liées à la commune
- Kathy Toma (1944-), artiste peintre plasticienne, est née à Chambilly.

## Pour approfondir